# Niccolò Tegrimi
Niccolò Tegrimi, né en 1448 à Lucques et mort dans cette même ville en 1527, est un diplomate et écrivain italien.

## Biographie
Citoyen de Lucques, Tegrimi fut souvent chargé de missions diplomatiques et administratives auprès du gouvernement de Lucques, de Ludovico Sforza et de Jules II, qui l'a nommé gouverneur de Bologne. S'étant retiré de la vie politique en 1514, il devient ecclésiastique et archidiacre de la cathédrale Saint-Martin de Lucques. Il mourut en 1527, laissant un ouvrage intéressant, la Vita Castrucci Castracani, ducis Lucensis, imprimée pour la première fois à Modène en 1496, republiée à Paris en 1546. Muratori l'a comprise dans le tome 16 de son grand recueil des Rerum Italicarum Scriptores. Il en existe deux traductions italiennes, l'une de Giusto Compagni, Lucca, 1536, in-4° ; l'autre de G. Dati, Lucca, 1742, in-4°. Cette dernière est accompagnée d'une préface qui réunit tous les renseignements épars relatifs à l'auteur et de notes qui attestent une connaissance approfondie de l'histoire des républiques italiennes au Moyen Âge.